# یوجین مرزباکر
 یوجین مرزباکر (انگلیسی: Eugen Merzbacher؛ زاده ۹ آوریل ۱۹۲۱ درگذشته ۲۰۱۳) یک فیزیک‌دان اهل ایالات متحده آمریکا بود.